# Capriccio (Bolcom)
Capriccio is een compositie van William Bolcom. Het is geschreven voor cello en piano. Het is een vierdelig werk, waarbij de componist zich bewust was, dat het schrijven voor cello eenvoudiger is dan het uiteindelijk uitvoeren. Het werk is geschreven voor het duo Harry Clark (cello) en Sanda Schuldman (piano). Zij gaven de première in het Library of Congress op 11 maart 1988.
De stijl van dit capriccio is te beschouwen als een mengeling van een klassiek capriccio en stijlen uit de dansmuziek. De componist noemde zelf de stijlen van Darius Milhaud (eens zijn leermeester), Johannes Brahms en Ernesto Nazareth. Die laatste dan met name in een soort tango annex ragtime.
De deeltjes zijn:
- Allegro con spirito, very rhythmic
- Molto adagio expressivo
- Like a barcarolle, tempo giusto
- Gingando (Brazilian tango tempo) “Tombeau d’Ernesto Nazareth”

Gingando is een Braziliaanse term voor een beweging met de heupen, letterlijk waggelende.